# Peljave
Peljave (cyr. Пељаве) – wieś w Bośni i Hercegowinie, w Republice Serbskiej, w gminie Lopare. W 2013 roku liczyła 528 mieszkańców.